# 長野県道208号伊那市停車場線
長野県道208号伊那市停車場線（ながのけんどう208ごう いなしていしゃじょうせん）は、長野県伊那市の飯田線伊那市駅から長野県道146号南箕輪沢渡線交点を結ぶ数10mの県道である。

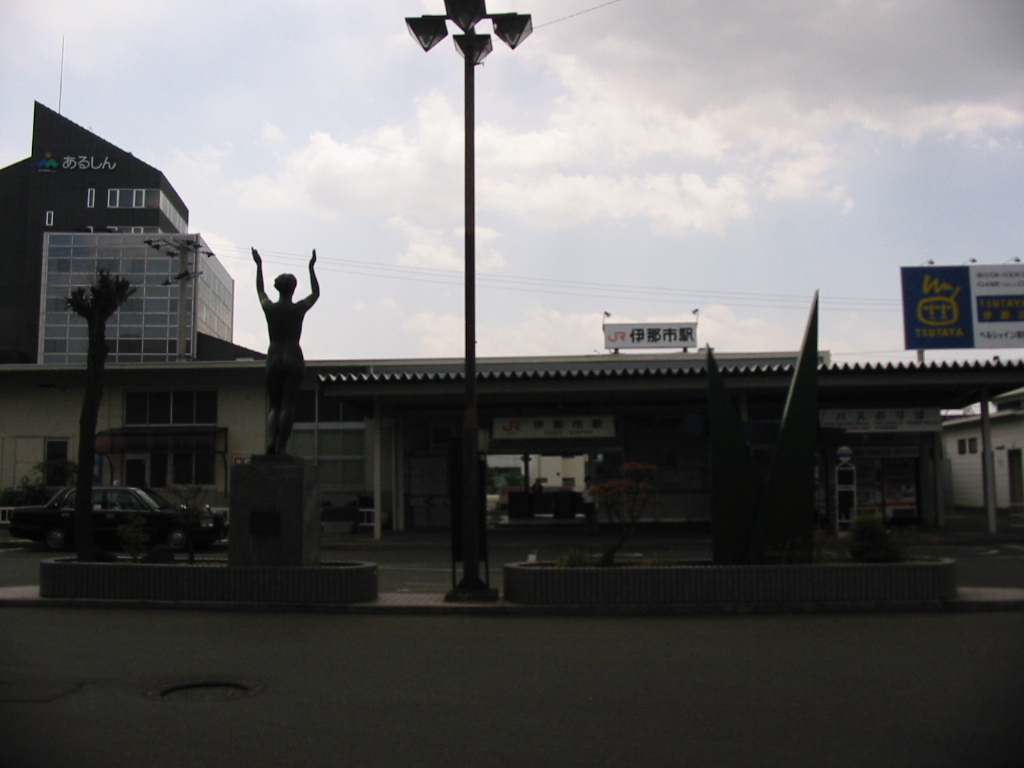
伊那市駅

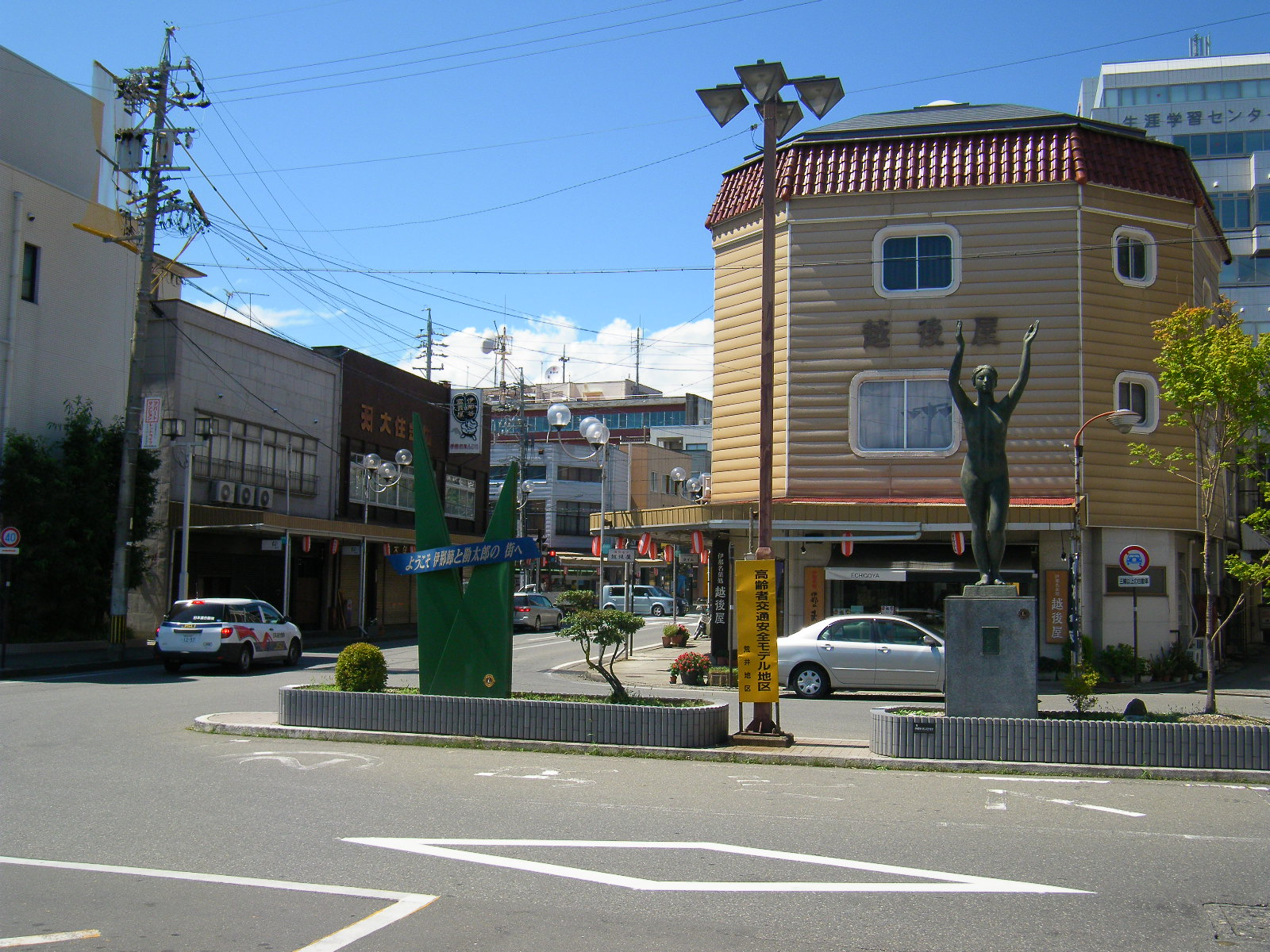
駅前から全線を見通す（2009年8月）

県道146号沿いが伊那市の中心街路で、そこに出る短い道がこの県道208号である。交点は伊那市駅前交差点という。沿道には駅前の商店が並ぶ。

## 交差する道路
- 長野県道146号南箕輪沢渡線（伊那市荒井、伊那市駅前交差点）
- 長野県道202号伊那駒ヶ岳線 (同上)